# Macropygia tenuirostris
O pombo-cuco-filipino (Macropygia tenuirostris) é uma espécie de ave da família Columbidae.
Pode ser encontrada nos seguintes países: as Filipinas e Taiwan.